# Podalonia merceti
Podalonia merceti är en biart som först beskrevs av Kohl 1906.  Podalonia merceti ingår i släktet Podalonia och familjen grävsteklar. Inga underarter finns listade i Catalogue of Life.